# St. Bartlmä (Gemeinde Techelsberg am Wörther See)

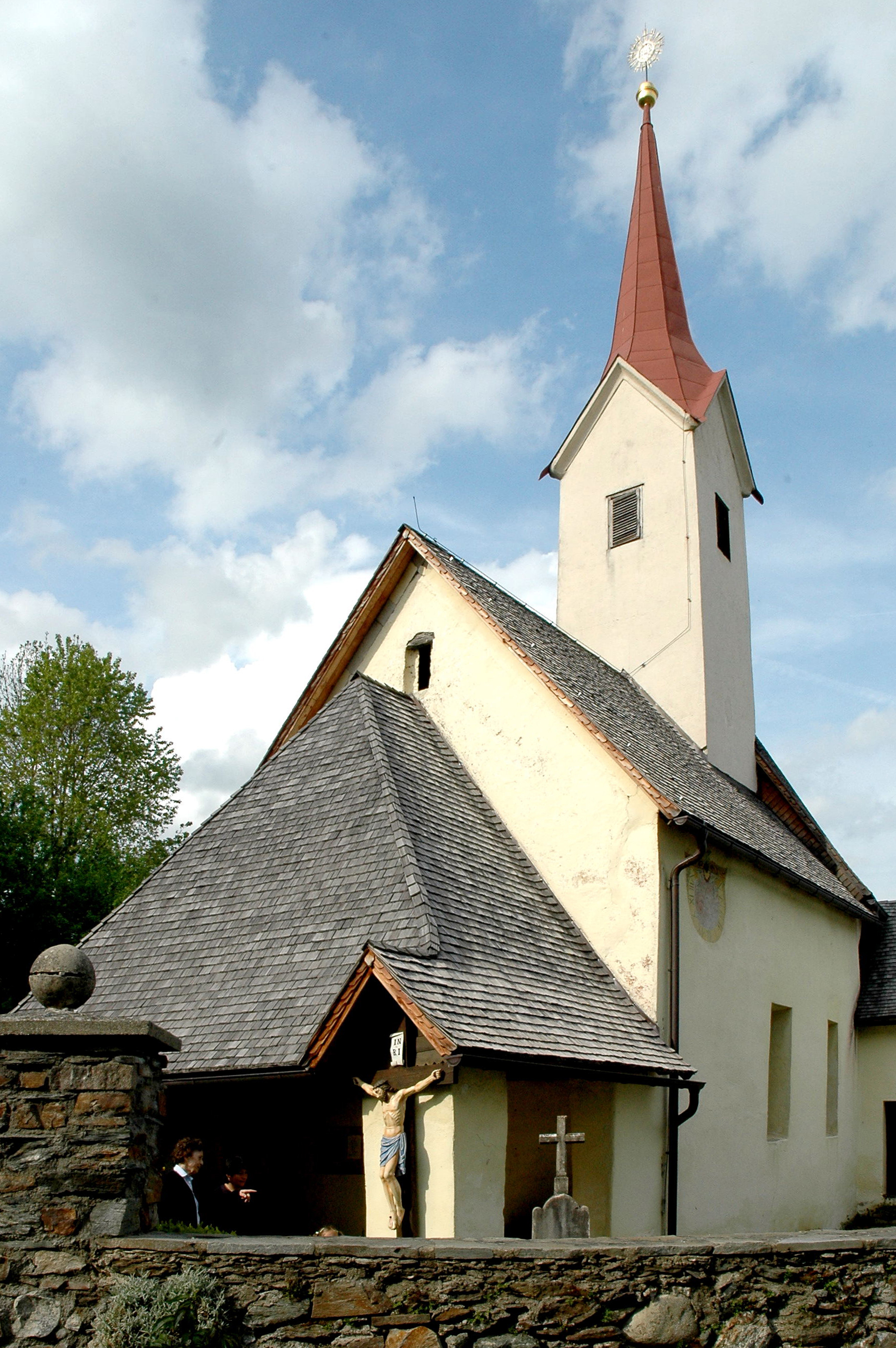
Filialkirche Sankt Bartlmä

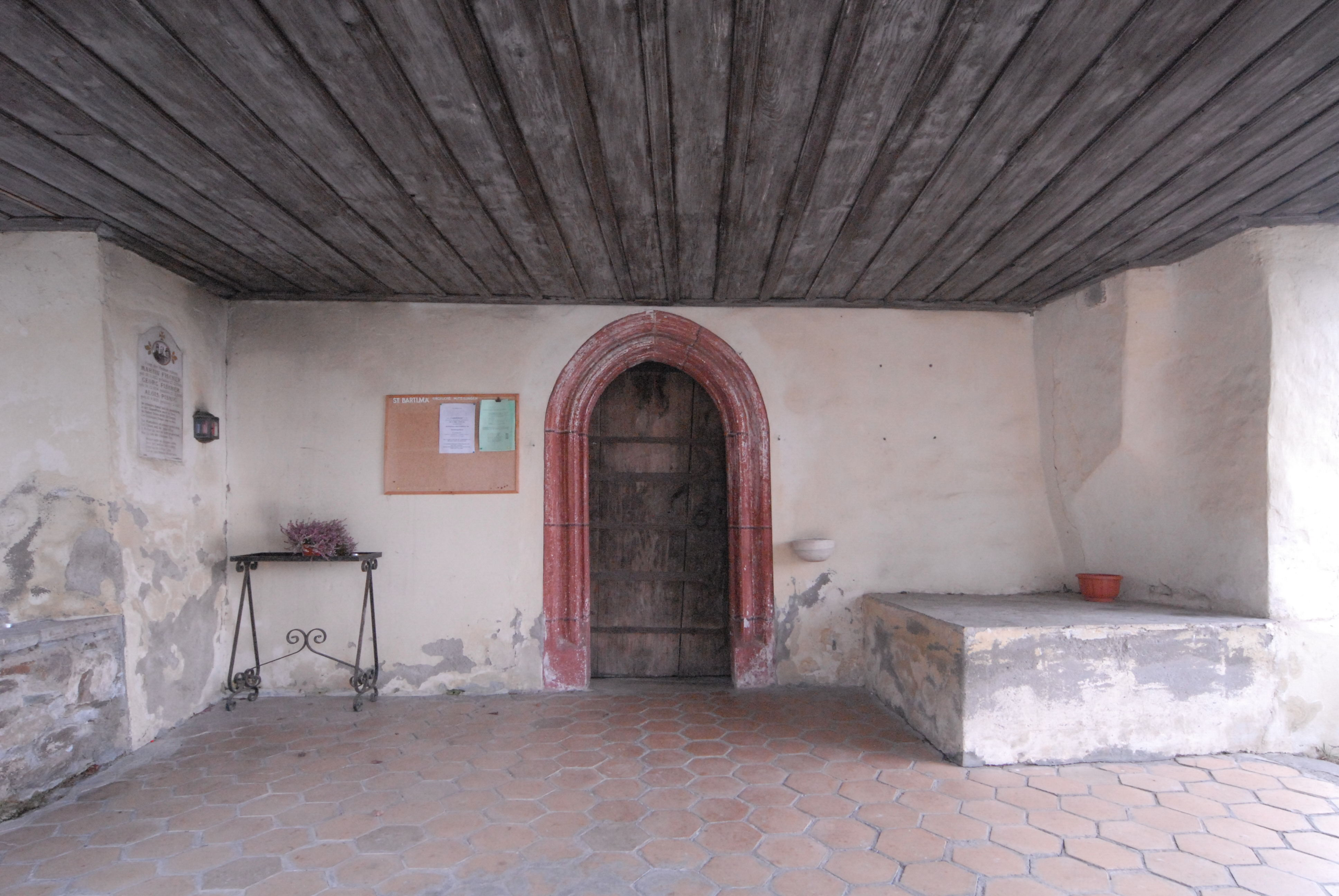
Vorhalle und West-Portal der Filialkirche Sankt Bartlmä

Der Ort Sankt Bartlmä liegt in der Gemeinde Techelsberg am Wörther See auf einer Seehöhe von 790 Metern. Er hat 225 Einwohner (Stand: 1. Jänner 2024) und gehört zum politischen Bezirk Klagenfurt-Land.
Die Rotte trug ehemals den Vulgonamen Berg und befindet sich südlich am Fuß des Gallin nordwestlich von Pörtschach am Wörthersee.
Zwischen Kirche und Wirtshaus beginnt ein gut beschilderter und markierter Wanderweg hinauf zum Gipfel des Hohen Gallins (1046 m).

## Filialkirche heiliger Bartholomäus
Das von Friedhofsmauern umgebene Kirchlein wurde urkundlich erstmals 1363 erwähnt und stellt einen gotischen Bau mit östlichem Dachreiter dar. Am Chor dienen zweistufige Strebepfeiler als Bauwerkstützen, eine Sakristei befindet sich an der Chor-Südseite. Die westliche Vorlaube ruht auf gemauerten Pfeilern, am linken Pilaster ist eine Inschrift von 1550 erkennbar. Das profilierte West-Portal ist spätgotisch und die Türbeschläge selbst sind gotisch.

### Inneres
Eine Flachdecke überspannt das Langhaus. Die Fensteröffnungen sind barocker Natur. Ein spitzbogiger Triumphbogen trennt das Langhaus vom Altarraum. Chorjoch und polygonaler Schluss sowie Kreuzrippengewölbe auf Konsolen gestalten den Innenraum. Zwei gotische Fenster mit Maßwerknasen leiten Tageslicht ins Innere. Ein abgefastes gotisches Sakristeiportal führt in die kreuzgratgewölbte Sakristei. Erkennbare Wandmalereireste an der Nordwand zeigen unter anderem Epiphanie, Kreuzigung aus dem 14. Jahrhundert sowie Sebastian Artomedes aus dem 16. Jahrhundert.

### Ausstattung
Der Hochaltar stammt aus der Mitte des 17. Jahrhunderts. Eine Ädikula ruht über einem kleinen Sockel; das kleine Stilelement mit gesprengtem Segmentgiebel trägt eine bekrönende Figur als Aufsatz; eine Schnitzgruppe aus dem 19. Jahrhundert, die im Jahr 1861 restauriert wurde, zeigt die Marter des heiligen Bartholomäus, im Aufsatz zeigen sich dem Auge des Betrachters Figuren einer barocken Maria Immaculata, die spätgotischen Heiligen Jakobus der Ältere und Alexius (entstanden um 1500), darüber der Heilige Simon, ebenfalls um 1500.
Der linke Seitenaltar zeigt in der Nische ein Kruzifix zwischen Maria und Johannes, davor eine Figur des Heiligen Bartholomäus aus dem 18. Jahrhundert.
Der rechte Seitenaltar beherbergt eine Madonnenfigur, entstanden um 1500, weiters Schnitzfiguren der Heiligen Petrus und Paulus, ebenso um 1500. Eine Schnitzplastik selben Entstehungsdatums zeigt die Marienkrönung.